# Monkey Island 2: LeChuck’s Revenge
Monkey Island 2: LeChuck’s Revenge ist ein Point-and-Click-Adventure von Lucasfilm Games und der zweite Teil der Monkey-Island-Computerspielserie. Es wurde erstmals im Dezember 1991 veröffentlicht.

## Handlung
Guybrush Threepwood ist auf der Suche nach dem legendären Schatz „Big Whoop“. Zu Beginn der Geschichte begibt sich Guybrush nach Scabb Island, wo es einen Hinweis auf die Lage des Schatzes geben soll. Die Insel wird jedoch von Largo LaGrande beherrscht, dem ehemaligen Gehilfen des Geisterpiraten LeChuck. Mittels einer Voodoo-Puppe befreit Guybrush die Insel von der Schreckensherrschaft, allerdings verliert er dabei LeChucks (nach wie vor lebenden) Bart, den er als Siegestrophäe behalten hatte, an LaGrande. Mithilfe des Bartes gelingt es einem Voodoo-Priester, LeChucks verwesenden Leichnam wiederzubeleben.
Guybrush wendet sich an die Voodoo-Lady, was er nun machen solle, nachdem LeChuck als Zombie zurückgekehrt sei und auf Rache sinne. Sie sagt ihm daraufhin, dass er sein ursprüngliches Ziel verfolgen und Big Whoop finden müsse, denn dies sei ein Portal in eine andere Welt und der einzige Ort, wo er vor LeChuck sicher sei. Guybrush zieht daraufhin los, um die vier Kartenteile der Insel zu finden, auf welcher der Schatz Big Whoop lagert. Auf der Suche trifft Guybrush unter anderem wieder auf Elaine, die sich zwischenzeitlich von ihm getrennt hatte. Zudem stellt sich heraus, dass die Karte einst im Besitz von Captain Horatio Torquemada Marley, Elaines Großvater, und dessen Crew war; alle vier Besitzer dieser Karte sind nach ihrer Entdeckung unter mysteriösen Umständen zu Tode gekommen oder verschollen.
Als er die vier Kartenteile gefunden hat, muss er feststellen, dass der Kartograph Wally, den er benötigt, um die Insel auf der Karte zu identifizieren, von LeChuck entführt wurde. Guybrush macht sich daher zu dessen Festung auf, wo er von Wally erfährt, dass der Name der Insel, die er sucht, Dinky Island ist. In der Festung löst Guybrush eine Explosion aus, die ihn zufällig auf ebenjene Insel schleudert.
Als er dort eine Schatztruhe findet, taucht Elaine Marley auf, allerdings fällt Guybrush in ein unterirdisches Gangsystem, bevor diese ihn retten kann. Dort trifft er LeChuck, den er mit einer selbstgebastelten Voodoopuppe besiegt. Als Guybrush ihm seine Maske abzieht, stellt er fest, dass der vermeintliche LeChuck sein eigener Bruder Chuckie ist. Schließlich werden die beiden von zwei plötzlich auftauchenden Personen in Overalls aus dem Gangsystem hinausgebeten. Guybrush und Chuckie, nun in Kindergestalt, befinden sich in einem modernen Vergnügungspark. Ihre Eltern wollen wissen, wo sie gesteckt haben, man habe sie bereits gesucht. Guybrush meint, dass Chuckie ihn umbringen wollte, was ihm nicht geglaubt wird. Die Eltern gehen mit ihnen zur nächsten Attraktion. Man sieht jedoch beim Fortgang Chuckies Augen bedrohlich rot aufblitzen, und auf Dinky Island bleibt Elaine zurück, die sich über Guybrushs Ausbleiben zunehmend wundert.

## Spielprinzip
Monkey Island 2 ist, wie der Vorgänger The Secret of Monkey Island, ein Point-and-Click-Adventure. Aus Sprites zusammengesetzte, zweidimensionale Figuren agieren vor handgezeichneten, ebenfalls zweidimensionalen Kulissen. Mit der Maus kann der Spieler seine Spielfigur durch die Örtlichkeiten bewegen und mit den Maustasten Aktionen einleiten, die den Spielcharakter mit seiner Umwelt interagieren lassen. Er kann so Gegenstände finden, sie auf die Umgebung oder andere Gegenstände anwenden und mit NPCs kommunizieren. Mit fortschreitendem Handlungsverlauf werden weitere Orte freigeschaltet. Die Steuerung ist mit der des Vorgängers identisch.

## Technik
Die Grafik wurde gegenüber The Secret of Monkey Island verbessert, und Inventargegenstände werden als Grafiken und nicht mehr als Text angezeigt. Das Spiel besitzt in seiner ursprünglichen Fassung wie der erste Teil einen Kopierschutz, bei dem Fragen mithilfe einer Art Drehscheibe aus Papier, die dem Spiel beiliegt, beantwortet werden müssen. Das Spiel verfügt über zwei Schwierigkeitsgrade (Leicht und Schwer), die sich in Puzzleanzahl und Schwierigkeitsgrad der Rätsel unterschieden. Im schweren Modus sind dabei mehr Ortschaften zu untersuchen und mehr Rätsel zu lösen. Das erstmals in Monkey Island 2 verwendete iMUSE-Musiksystem sorgte für situationsabhängigen Musikwechsel.  LucasArts setzte bei den Hintergründen vollständig auf Zeichnungen auf Papier, die anschließend eingescannt und nachbearbeitet wurden.

## Entwicklungs- und Veröffentlichungsgeschichte
Im Juli 2010 veröffentlichte LucasArts die Special Edition, ein Remake des Originalspiels, das mit verbesserten Grafiken und überarbeiteter Vertonung sowie einigen technischen Ergänzungen aufwartete und für die Plattformen iOS, Microsoft Windows, PlayStation 3 und Xbox 360 erschien.

## Rezeption
Der Amiga Joker stellte heraus, dass die Amiga-Version über ein durchdachtes Ressourcenmanagement verfüge – zwar sei das Spiel auf elf Disketten verteilt, da häufig benutzte Daten aber auf jeder einzelnen Diskette vorhanden seien, hielte sich die Anzahl notwendiger Diskettenwechsel in Grenzen. Das Magazin lobte Komplexität und Humor des Spiels und bemängelte die reduzierte musikalische Untermalung sowie kleinere technische Unzulänglichkeiten wie ein ruckeliges Scrolling. In Summe biete Monkey Island 2 „Liebe, Drama, Wahnsinn, stimmige Atmosphäre und Knobelspaß satt“.
Retrospektiv wertete das deutsche Magazin Retro Gamer 2015, Monkey Island 2 verfüge über „mehr Humor, bessere Grafik, mehr Rätsel (...), mehr Schauplätze (...), mehr Musik (und) mehr Spielzeit“.
Das englischsprachige Online-Fachmagazin Adventure Gamers setzte Monkey Island 2 in seiner 2011 erschienenen Liste Top 100 All-Time Adventure Games auf Platz 8.

### Verkaufserfolg
Obwohl Monkey Island 2 bei den Kritiker ein Erfolg war, blieb es für LucasArts ein kommerzieller Fehlschlag. Es wurden lediglich 25.000 Kopien verkauft, während man von der vierfachen Anzahl ausging. Daher wurde seitens des Managements zunächst trotz des offenen Endes kein Nachfolger in Aussicht gestellt und die Entwickler mit anderen Projekten betraut. Die hohe popkulturelle Bekanntheit wird auf Softwarepiraterie zurückgeführt.